# Bychowski (herb szlachecki)

Bychowski

Bychowski (Bichow, Bichowski, Bychow, Zadora odmienny) – polski herb szlachecki, według Przemysława Pragerta używany przez rodzinę kaszubską, odmiana herbu Zadora.

## Opis herbu
Herb występował w co najmniej trzech wariantach. Opisy z wykorzystaniem zasad blazonowania, zaproponowanych przez Alfreda Znamierowskiego:
Bychowski I: W polu srebrnym głowa lwa czerwona z wywieszonym językiem. Klejnot: nad hełmem bez korony trzy pióra czaple srebrne, jedno w prawo, dwa w lewo, pomiędzy nimi gwiazda złota. Labry czerwone, podbite srebrem.
Bychowski Ia: Godło w lewo, pióra czarne, klejnot w koronie.
Bychowski II: Godło wprost, pióra w lewo pochylone, na nich gwiazda.

## Najwcześniejsze wzmianki
Najwcześniej pojawia się na mapie Pomorza Lubinusa z 1618 (wariant II), znana jest też pieczęć von Bichowskiego z XVIII wieku (wariant Ia). Wzmiankowany także przez Ostrowskiego i Nowego Siebmachera, słownie opisany przez Uruskiego (wariant I).

## Rodzina Bychowskich
Drobnoszlachecka rodzina z Bychowa w ziemi lęborskiej. Już w 1377 wzmiankowany jest Reczke von Bychow. W XVIII wieku Bychowscy opuścili swoje gniazdo, mieli jednak części wsi w ziemiach słupskiej, mirachowskiej: Lubiatów, Słuszewo, Łówcz Średni, Nawcz, Bochowo, Izbica, Bąkowo, Strzebielino, Pobłocie, Kętrzyn. Według niemieckich herbarzy rodzina wygasła. Przemysław Pragert pisze, że zarówno rodzina jak i herb są rdzennie kaszubskie, z Zadorą utożsamione przez podobieństwo godeł.

## Herbowni
Bychowski (Bichau, Bichow, Bichowski, Büchau, Büchow, Bychaw, Bychow). Błędnie Bieken, Byck, Vick.
Pragert spekuluje także, że herbu tego powinna używać gałąź rodziny Ciemińskich z przydomkiem Byk, która miała rzekomo wywodzić się od Bychowskich.